# Ганна (Індіана)
Ганна (англ. Hanna) — переписна місцевість (CDP) в США, в окрузі Лапорт штату Індіана. Населення — 450 осіб (2020).

## Географія
Ганна розташована за координатами 41°24′43″ пн. ш. 86°46′46″ зх. д. / 41.41194° пн. ш. 86.77944° зх. д. (41.412027, -86.779449).  За даними Бюро перепису населення США в 2010 році переписна місцевість мала площу 2,53 км², уся площа — суходіл.

## Демографія
Згідно з переписом 2010 року, у переписній місцевості мешкали 463 особи в 185 домогосподарствах у складі 140 родин. Густота населення становила 183 особи/км².  Було 192 помешкання (76/км²).
Расовий склад населення:
| - 98,1 % — білих - 0,2 % — корінних американців |

До двох чи більше рас належало 1,7 %. Частка іспаномовних становила 0,9 % від усіх жителів.
За віковим діапазоном населення розподілялося таким чином: 19,2 % — особи молодші 18 років, 62,4 % — особи у віці 18—64 років, 18,4 % — особи у віці 65 років та старші. Медіана віку мешканця становила 42,8 року. На 100 осіб жіночої статі у переписній місцевості припадало 98,7 чоловіків;  на 100 жінок у віці від 18 років та старших — 96,8 чоловіків також старших 18 років.
Середній дохід на одне домашнє господарство  становив 67 394 долари США (медіана — 59 722), а середній дохід на одну сім'ю — 81 564 долари (медіана — 79 118). За межею бідності перебувало 6,1 % осіб, у тому числі 18,8 % дітей у віці до 18 років та 0,0 % осіб у віці 65 років та старших.
Цивільне працевлаштоване населення становило 232 особи. Основні галузі зайнятості: транспорт — 21,6 %, освіта, охорона здоров'я та соціальна допомога — 16,8 %, роздрібна торгівля — 16,4 %.